# Day Keene
Day Keene (eigentlich Gunard R. Hjertstedt; geboren am 28. März 1904 in Chicago; gestorben am 9. Januar 1969 in Studio City, Los Angeles, Kalifornien) war ein US-amerikanischer Schriftsteller und Drehbuchautor.
Insgesamt veröffentlichte er ungefähr 200 Kurzgeschichten und etwa 50 Romane, zum ganz überwiegenden Teil Detektivgeschichten.

## Leben
Hjerstedts Familie stammte väterlicherseits aus Schweden, mütterlicherseits aus Irland. Der Name des Vaters war Alfred Gunard Hjertstedt, der Geburtsname seiner Mutter war Daisy Josephine Keeney, daher das Pseudonym.
In den 1920er-Jahren begann Hjerstedt als Schauspieler zu arbeiten, wandte sich aber bald dem Schreiben zu.
Seine erste Detektivgeschichte Pure and Simple veröffentlichte er noch unter seinem wirklichen Namen 1931 in dem Pulp-Magazin Detective Fiction Weekly. Ab 1940 verwandte er dann praktisch ausschließlich Day Keene als Autorenname. Die Storys erschienen in Magazinen wie Black Mask, Ace G-Man Stories, Detective Tales, Dime Mystery und Manhunt.
Neben seinen Krimis schrieb er Drehbücher für Radiosender, darunter Little Orphan Annie (eine auf der gleichnamigen Comicfigur basierende Radioshow), The First Nighter (1935–1937), Behind the Camera Lines (1936) und Kitty Keene, Inc. (1937–1941).
1942 wurde er eingezogen, schrieb aber weiter. 1948 erschien sein erstes Buch, die Storysammlung This Is Murder, Mister Herbert and Other Stories. Er wechselt bald zu längeren Erzählungen und Romanveröffentlichungen in den Paperback-Reihen von Avon, Gold Medal, Graphic und Ace. Als feststehende Figur hatte er den hawaiianischen Detektiv Johnny Aloha, doch spielte der bei ihm eine relativ geringe Rolle, was den Anteil an der Produktion Keenes betraf.
Er schrieb nun auch Drehbücher für Fernsehserien, darunter Hawaiian Eye (1959–1960), Miami Undercover (1961) und Amos Burke (1963–1964). Die Serie um Johnny Aloha muss zusammen mit der Hawaiian-Eye-Fernsehserie gesehen werden, da beide im gleichen Jahr erschienen.
Keene starb 1969 im Alter von 64 Jahren in Studio City, Los Angeles. Er wurde im Forest Lawn Memorial Park in Hollywood Hills bestattet. Sein Sohn Albert James Hjerstadt wurde ebenfalls Schriftsteller, bekannt unter dem Pseudonym Al James.
Ein Großteil seiner Romane wurde ins Deutsche übersetzt, teilweise mehrfach. Auch in Frankreich erschienen viele seiner Romane, manche sogar überhaupt zuerst in französischer Übersetzung, weshalb es auch deutsche Übersetzungen seiner Romane aus dem Französischen gibt.
Sein einziger Ausflug in den Bereich der Science-Fiction war der zusammen mit Leonard Pruyn verfasste Roman World Without Women (1960, deutsch als Welt ohne Frauen), der in Reclams Science-fiction-Führer keine Gnade fand („ein zynisches Machwerk, das vor keinem Vorurteil gegen Homosexuelle zurückschreckt“).
Sein Roman Joy House (1954) lag dem Film Wie Raubkatzen (1964) mit Alain Delon und Jane Fonda zugrunde und der Roman Chautauqua (1960) war die Grundlage für den Elvis-Film The Trouble with Girls (1969).

## Bibliographie
Romane
- Framed in Guilt (1949, auch als Evidence Most Blind)
  - Deutsch: Blind ins Verderben. Übersetzt von Ute Tanner. Ullstein-Bücher #1207, 1968.
- Farewell to Passion (1951, auch als The Passion Murders)
  - Deutsch: Es gibt kein Entrinnen. Übersetzt von Paul Baudisch. Desch (Die Mitternachtsbücher #36), 1960. Auch als: Kelter-Taschenbuch #1186, 1981.
- My Flesh Is Sweet (1951)
  - Deutsch: Mexikanische Serenade. Übersetzt von Georg Kahn-Ackermann. Desch (Die Mitternachtsbücher #15), 1959.
- Love Me and Die (1951)
  - Deutsch: Lieb mich und stirb. Übersetzt von Günther Schumacher. Ullstein-Bücher #1047, 1966. Auch als: Küß mich und stirb. Xenos (Super-Krimi #04), 1976.
- To Kiss or Kill (1951)
  - Deutsch: Tödliche Küsse. Übersetzt von Hans Berg. Lehning (Panther-Reihe #15), 1954. Auch als: Küss mich oder stirb. Übersetzt von Horst Kallmeyer. Winther-Bücher #0002, 1967.
- Hunt the Killer (1952)
  - Deutsch: Gehetzt. Übersetzt von Hansheinz Werner. Pabel Kriminal-Romane #29, 1957. AUch als: Rücklings wie der Hai beisst. Übersetzt von Gretl Spitzer. Ullstein-Bücher #1165, 1968.
- About Doctor Ferrel (1952)
  - Deutsch: Orchidee im Sumpf. Übersetzt von Raimund Eisler. Lehning (Panther-Reihe #18), 1954.
- Home Is the Sailor (1952)
  - Deutsch: Der Teufel mit dem Papagei. Übersetzt von Astrid Alexa Stange. Ullstein-Bücher #1263, 1969.
- If the Coffin Fits (1952)
  - Deutsch: Wenn der Sarg passt. Übersetzt von Hansheinz Werner. Pabel-Kriminal-Roman #17, 1957. Auch übersetzt von Christa Heinecke. Ullstein Bücher #993, 1964.
- Naked Fury (1952)
  - Deutsch: Die nackte Gewalt. Übersetzt von Georg und Rosmarie Kahn-Ackermann. Desch (Die Mitternachtsbücher #49), 1960. Auch als: Bis zum Hals in der Tinte. Übersetzt von Georg und Rosmarie Kahn-Ackermann. Kelter-Taschenbuch #1192, 1981.
- Wake Up to Murder (1952)
  - Deutsch: Gefährliches Erwachen. Übersetzt von Hansheinz Werner. Pabel Kriminal-Romane #31, 1959. Auch als: Dies ist mein Tag. Übersetzt von Georg Kahn-Ackermann. Desch (Die Mitternachtsbücher #28), 1959. Auch als: Ein Mordsdetektiv Übersetzt von Georg Kahn-Ackermann. Kelter-Taschenbuch #1196, 1981.
- Mrs. Homicide (1953)
  - Deutsch: Miss Mörderin. Übersetzt von Ruth Stolze. Lehning (Panther-Buch #75), 1957. Auch als: Herzliches Beileid Übersetzt von Mechtild Sandberg. Ullstein Bücher #1055, 1965.
- Strange Witness (1953)
  - Deutsch: Das Gör muss weg. Übersetzt von Ute Tanner. Ullstein-Bücher #1153, 1967. Auch als: Der Zeuge muß weg. Xenos (Super-Krimi #111K81), 1981.
- The Big Kiss-Off (1954)
  - Deutsch: Willkommen zu Hause. Übersetzt von Günther Schumacher. Ullstein-Bücher #1063, 1966.
- There Was A Crooked Man (1954)
- Death House Doll (1954)
  - Deutsch: Die Puppe in der Todeszelle. Übersetzt von Walter Spiegel. Pabel (Thriller-Kriminal-Roman #13), 1956. Auch als: Das Mädchen in der Todeszelle. Übersetzt von Christa Heinecke. Ullstein Bücher #984, 1964.
- His Father's Wife (1954)
  - Deutsch: Die Frau seines Vaters. Übersetzt von Heinz F. Kliem. Winther-Bücher #4005. Winther-Bücher #4005, 1967.
- Homicidal Lady (1954)
  - Deutsch: Ohne Erbarmen. Übersetzt von Hansheinz Werner. Pabel-Kriminal-Roman #15, 1957. Auch als: Gestehen Sie, Herr Staatsanwalt. Übersetzt von Georg Kahn-Ackermann. Desch (Die Mitternachtsbücher #3), 1958. Augh als: Kelter-Taschenbuch #1168, 1980.
- Joy House (1954)
  - Deutsch: Die goldene Falle. Übersetzt von Christiane Nogly. Heyne-Bücher #1133, 1964.
- Notorious (1954)
- Sleep with the Devil (1954)
  - Deutsch: Das teuflische Spiel. Übersetzt von Georg und Rosmarie Kahn-Ackermann. Desch (Die Mitternachtsbücher #144), 1963. Auch als: Vom Scheitel bis zum Mord. Übersetzt von Georg und Rosmarie Kahn-Ackermann. Kelter-Taschenbuch #1181, 1980.
- Who Has Wilma Lathrop? (1955)
  - Deutsch: Asphaltdschungel. Übersetzt von Walter Schulz-Brown. Lehning (Kranich-Buch #16), 1956. Auch als: Wer hat Wilma Lathrop?. Übersetzt von Renate Weigl. Ullstein Bücher #1039, 1965.
- The Dangling Carrot (1955)
  - Deutsch: Tod in Blond. Übersetzt von Günter Hehemann. Heyne-Bücher #1076, 1963.
- Murder on the Side (1956)
  - Deutsch: Sarg mit fließend Wasser. Übersetzt von Mechtild Sandberg. Ullstein-Bücher #1071, 1966.
- Bring Him Back Dead (1956)
  - Deutsch: Mord unter Mördern. Übersetzt von Horst Kallmeyer. Winther-Bücher #0006, 1967.
- Flight by Night (1956)
  - Deutsch: Flug in die Hölle. Übersetzt von Hansheinz Werner. Pabel-Kriminal-Roman #24, 1957.
- It's a Sin to Kill (1958)
  - Deutsch: Tod unter Palmen. Übersetzt von Renate Steinbach. Ullstein Bücher #1004, 1965. Auch als: Mord unter Palmen. Xenos-Bücher #76A11, 1976. Auch als: Kelter-Taschenbuch #1142, 1980.
- Passage to Samoa (1958)
  - Deutsch: Von dieser Leiche weiss ich nichts. Übersetzt von Eleonore Gabrich. Basteirazziataschenbuch #18, 1970.
- Dead Dolls Don't Talk (1959)
  - Deutsch: Tote Zeugen reden nicht. Übersetzt von Walter Spiegl. Desch (Die Mitternachtsbücher #65), 1961.
- Dead in Bed (1959; Johnny Aloha)
  - Deutsch: Millionen für Gwen. Übersetzt von Werner Gronwald. Heyne-Bücher #83, 1961. AUch als: Die Cordovan-Millionen. Übersetzt von Werner Gronwald. Moewig-Taschenbuchreihe OSS hundertsiebzehn #23, 1968. Auch als: Kelter-Taschenbuch #1154, 1980.
- Moran's Woman (1959)
  - Deutsch: Eine Frau wie Wachs. Übersetzt von Astrid Alexa Stange. Ullstein-Bücher #1237, 1969.
- Miami 59 (1959)
  - Deutsch: Miami, Hotel International. Basteiboulevardtaschenbuch #2, 1969.
- So Dead My Lovely (1959)
  - Deutsch: Hochzeitsnacht im Leichenwagen. Übersetzt von Ute Tanner. Ullstein-Bücher #1134, 1967. Auch als: Kelter-Taschenbuch #1148, 1980.
- Take a Step to Murder (1959)
  - Deutsch: Anders küsst keine mehr. Übersetzt von Mechtild Sandberg. Ullstein-Bücher #1096, 1966.
- Too Black for Heaven (1959)
  - Deutsch: Zu schwarz für die Seligkeit. Übersetzt von Horst W. Margeit. Winther-Bücher #4003, 1967. Auch als Moewig-Taschenbuchreihe Kriminalromane #43, 1968.
- Too Hot to Hold (1959)
  - Deutsch: Alles Gute aus Chikago. Übersetzt von Sonja und Götz-Dieter Nerlich. Ullstein-Bücher #1175, 1968.
- The Brimstone Bed (1960)
  - Deutsch: Der Erpresser. Übersetzt von Rosmarie und Georg Kahn-Ackermann. Desch (Die Mitternachtsbücher #69), 1961.
- Chautauqua (1960)
- Payola (1960; Johnny Aloha)
  - Deutsch: Einladung zum Mord. Übersetzt von Horst Kallmeyer. Winther-Bücher #0004, 1967.
- World Without Women (1960, mit Leonard Pruyn)
  - Deutsch: Welt ohne Frauen : Utopischer Roman. Übersetzt von Wulf H. Bergner. Heyne-Bücher #3176, 1970.
- Bye, Baby Bunting (1963)
  - Deutsch: Kein Alibi. Übersetzt von Walter Kolbenhoff. Desch (Die Mitternachtsbücher #230), 1965. Auch als: Kelter-Taschenbuch #1175, 1980.
- LA 46 (1964)
  - Deutsch: Los Angeles, Paradies der Sünder Übersetzt von Rolf Schmitz. Basteiboulevardtaschenbuch #9, 1969.
- Seed of Doubt (1964)
- Carnival of Death (1965)
  - Deutsch: Haltet die Clowns. Übersetzt von Marieluise und Armin G. Müller. Ullstein-Bücher #1110, 1967.
- Chicago 11 (1966)
  - Deutsch: Chicago, Apartmenthaus am See. Übersetzt von Eva Schwarz. Basteiboulevardtaschenbuch #5, 1969.
- Acapulco G.P.O. (1967)
  - Deutsch: Heisser Tag in Acapulco. Übersetzt von Rolf Schmitz. Basteiboulevardtaschenbuch #12, 1969.
- Guns Along the Brazos (1967)
  - Deutsch: Todfeinde : Western-Roman. Übersetzt von Werner Gronwald. Heyne-Bücher #2192, 1969.
- Southern Daughter (1967)
- Live Again, Love Again (1970)
- Wild Girl (1970)
  - Deutsch: Seit jener Nacht … Übersetzt von Ingrid Rothmann. Bastei-Boulevard-Taschenbuch #19, 1970.

Sammlungen
- This is Murder, Mr. Herbert, and Other Stories (1948)
- League of the Grateful Dead and Other Stories (2010)
- We Are the Dean and Other Stories (2010)

Kurzgeschichten
- Pure and Simple (1931, als Gunard Hjertstedt)
- I Hadda Hunch (1931, als Gunard Hjertstedt)
- Excuse My Crust (1931, als Gunard Hjertstedt)
- Mr. Beaver, D. A, (1932, als Gunard Hjertstedt)
- Murder Mountain (1932, als Gunard Hjertstedt)
- Case of the Bearded Bride (1935, als Gunard Hjertstedt)
- The Devil Takes His Dead (1936. als Don King)
- It Could Happen Here! (1940)
- Mr. Smith’s Flying Corpses (1940)
- Wake Up, America! (1941)
- The Ghost of Cock Robin (1941)
- The Human Equation (1941)
- League of the Grateful Dead (1941)
- Danger! Dead Men! Detour (1941)
- Those Who Die Laughing (1941)
- The Lady from Hellas (1941)
- No Arrest, As Yet (1941)
- Three Men from Hell (1941)
- Captain Friday, Corpse Agent (1941)
- Last of the Fighting Ainsleys (1941)
- Your Adversary, the Devil (1941)
- Murder in Paradise (1941)
- The Island God Forgot (1941)
- Hook, Line and Sinker (1941)
- Eight Who were Hanged (1941)
- The Stars Say Die! (1941)
- The Eternal Light (1941)
- The Murder Frame (1941)
- The Wages of Sin (1941)
- Murder Bound (1942)
- The Man Who Could Not Die (1942)
- The Charlie McCarthy Murders (1942)
- The Corpse That Ran Away (1942)
- Big Shot (1942)
- Murder Is My Sponsor (1942)
- A Slight Mistake in Corpses (1942)
- Whose Corpse Am I? (1942)
- Who Have Sown the Wind (1942)
- Enter Pat Petunia (1942)
- Till the Day You Die! (1942)
- Positively – the Final Appearance (1942)
- Cupid’s Corpse Parade (1942)
- The Mystery of Tarpon Key (1942)
- The Corpse Confesses (1942)
- Keep Out of My Coffin! (1942)
- What So Proudly We Hail (1942)
- Manana, Mug – Manana (1942)
- Blaze of Glory (1942)
- A Hearse of Another Color (1942)
- The Widowed Brides of Cypress Key (1942)
- Murder C. O. D. (1942)
- Satan’s Jackpot (1942)
- My Lady of the Darkness (1942)
- Credit the Corpse (1943)
- The Double-Crossing Corpse (1943)
- Rhapsody in Blood (1943)
- Wings for the Dead (1943)
- $10,000 Worth of Hell (1943)
- Wings for the Dead (1943)
- Herr Yama From Yokohama (1943)
- Killer in the Snow (1943)
- Lie Down – You’re Dead! (1943)
- Exam for the Dead (1943)
- Reunion on Murder Mountain (1943)
- He Who Dies Last, Dies Hardest (1943)
- Sauce for the Gander (1943)
- Letter to a Marine (1943)
- Corpse at the Wedding Feast (1943)
- Murder – As Usual (1943)
- Murder by Short Wave (1943)
- A Great Whirring of Wings (1943)
- The Man from Hell (1943)
- Seven Against the Gods (1943)
- The Corpse Exchange (1943)
- The Female Is More Deadly (1943)
- Blood on the Good Earth (1944)
- The Man Who Came to Kill (1944)
- This Will Slay You (1944)
- Out of This World (1944)
- Corpses Come in Pairs (1944)
- The Night Con Steager Died (1944)
- A Hero for Hell’s Backyard (1944)
- Hell’s Scarlet Flower (1944)
- Three Dead Mice (1944)
- Sweet Tooth of Murder (1944)
- Boy Kills Girl (1944)
- Murder is GI (1944)
- Brother, Can You Spare a Grave? (1944)
- Death Is My Bride (1944)
- Manhattan Murder-Go-Round (1944)
- Murder – Straight Ahead (1944)
- Make Mine Murder! (1944)
- Seven Keys to Murder (1944)
- The Farmer’s Daughter Murders (1944)
- This Is Murder, Mr. Herbert! (1944)
- Kraal of the Seven Rogues (1944)
- The Case of the Reluctant Corpse (1944)
- South of Suez (1944)
- Silent Smith and the Hounds of Death (1945)
- So Sorry You Die Now! (1945)
- Dead – As in Mackerel! (1945)
- Star Light, Star Bright (1945)
- Charlie Bull Fiddle Works It Out (1945)
- If the Coffin Fits– (1945)
- Help Wanted: Homicide (1945)
- Help! Help! Murder! (1945)
- Dead on Arrival (1945)
- Dance with the Death-House Doll (1945)
- A Corpse for Cinderella (1945)
- A Corpse There Was (1945)
- Or Would You Rather Be a Corpse? (1945)
- Murder on My Mind (1945)
- The Night I Died (1945)
- Nothing to Worry About (1945)
- Spoilsmen on Safari (1945)
- Kill Me, Kill My Dog (1945)
- Death-March of the Dancing Dolls (1945)
- A Corpse Walks in Brooklyn (1945)
- Affair on Buzzard’s Island (1945)
- Pee Wee and the Nazi Ice Man (1945)
- With Blood in His Eye (1945)
- The Woman Who Wouldn’t Stay Dead (1945)
- A Minor Matter of Murder (1945)
- From the Halls of Montezuma (1946)
- As Deep as the Grave (1946)
- Carnage By Candlelight (1946)
- The Little Black Pig (1946)
- The Female Is More Deadly (1946)
- Three Queens of the Mayhem (1946)
- Doc Egg’s Graveyard Reunion (1946)
- Thanks for the Jeopardy (1946)
- Death Is My Shadow (1946)
- Kitten on the Corpse (1946)
- One Night, One Spring (1946)
- Red Rogue Killer (1946)
- Quietly My Hangnoose Waits (1946)
- Murder on My Mind (1946)
- Education of a Fool (1946)
- If a Body Meet a Body (1946)
- Pardon My Corpse (1946)
- Stay As Dead As You Are (1946)
- Little Miss Murder (1946)
- I’ll Be Seeing You (1946)
- Once Upon a Crime (1946)
- Married to Murder! (1947)
- So Dead the Rogue (1947)
- Come Seven, Come Slaughter (1947)
- Death Comes Rustling (1947)
- It Ain’t Hay, Brother! (1947)
- We Are the Dead! (1947)
- Beaver, Beaver – One, Two, Three (1947)
- Homicide House (1947)
- Cats in the Night (1947)
- Crawl Out of That Coffin! (1947)
- A Better Mantrap (1947)
- Fry Away, Kentucky Babe! (1947)
- Hymie on the Spot (1948)
- Eyes in the Night (1948)
- No Grave Could Hold Him! (1948)
- Johnny Come Deadly (1948)
- Deaf, Dumb, and Deadly! (1948)
- For Old Crime’s Sake (1948)
- No Match for Murder (1948)
- Marry the Sixth for Murder (1948)
- Some Die Easy (1948)
- Danny and the Big-Time (1948)
- Thirteen Must Die! (1948)
- Blonde Trouble in Nightmare City (1948)
- An Eye for an Eye (1948)
- Win, Place – or Die (1948)
- Poor Little Murder-Girl! (1948)
- The Lady Means – Die! (1948)
- Corpse on Delivery (1949)
- Caught by the Camera (1949)
- Gun-Share (1949)
- The Black Knight’s Errant (1949)
- Homicidal Baby (1949)
- Do You Take This Life? (1949)
- Dead Men Do Tell Tales (1949)
- Knock Twice for Murder! (1949)
- Beyond the Green Door (1949)
- The Death of You (1949)
- Wait for the Dead Man’s Tide (1949)
- Three Graves Have I (1949)
- Jungle Law at Satan City (1949)
- The Laughing Dead (1949)
- Fight or Run (1949)
- She Shall Make Murder (1949)
- Two Can Die (1949)
- Remember the Night (1949)
- Mighty Like a Rogue (1950)
- I’ll Die for You (1950)
- They Call It Murder, Honey-Chile (1950)
- Old Homicide Week (1950)
- Murder – Do Not Disturb (1950)
- Killing Size (1950)
- Claw Into Your Coffin (1950)
- The Bloody Tide (1950)
- Annie, Get Your Shiv! (1950)
- The Bloody Tide (1950)
- White Night of Murder (1950)
- If the Coffin Fits (1950)
- Babes in the Morgue (1950)
- Murder Stop (1950)
- Death Lies Dreaming (1950)
- Polly Wants a Killer (1951)
- Each Man in His Time (1951)
- Blonde and Bad (1951)
- The Cop and the Doll (1951)
- The Passing of Johnny McGuire (1951)
- Death in the Sun (1951)
- Wild Noose Chase (1951)
- My Little Gypsy Cheap-Heart (1951)
- Red Hands Is Love (1951)
- The Emancipation of George Appleby (1952)
- Hard One (1952)
- Miracle on 9th Street (1952)
- Swamp Scandal (1952)
- The Man Who Died Four Times (1952)
- How Deep My Grave? (1952)
- Booty and the Beast (1953)
- Dead Dreams for Sale (1957)
- The Geek Girl (1961)
- Dead in Bed (1962)
- For Old Crimes Sake (1964)